# Nicola Sirkis
Pour les articles homonymes, voir Sirkis et Sirkis.
Nicolas Henri Didier Sirchis, dit Nicola Sirkis ou simplement Sirkis, né le 22 juin 1959 à Antony (Seine), est un auteur-compositeur-interprète, chanteur et musicien français.
Il est le chanteur unique, guitariste et harmoniciste unique, et parolier du groupe français Indochine.

## Biographie

### Jeunesse

#### Origines familiales
Nicola Sirkis naît le 22 juin 1959 à Antony (Hauts-de-Seine), quelques minutes après son frère jumeau, Stéphane Sirkis, l'ancien guitariste du groupe Indochine, mort le 27 février 1999.
La famille paternelle de Stéphane et Nicolas Sirkis est d'origine juive russe, ayant fui l'antisémitisme de Chișinău (capitale de la Bessarabie, puis de la Moldavie) en 1933 pour s'installer à Toulouse, après avoir travaillé quelques années dans un kibboutz en Palestine mandataire. Leur père, Jean Sirchis (1925-2021), perd à 12 ans un petit frère encore bébé. Durant la Seconde Guerre mondiale, il échappe de peu à une rafle. Étant juif, il n’a pas le droit d’entrer à l’École de chimie de Toulouse avant la Libération ; il devient résistant dans le Tarn et communiste mais Nicolas et ses frères n'ont connaissance de ce passé qu'assez tardivement.
Leur famille maternelle est d'origine vosgienne catholique, famille de militaires français où l'on vouvoie ses parents, marquée politiquement à droite. Leur mère, Michèle Henry, rencontre Jean Sirchis à Saclay et le couple se marie à l'église en 1956, où une bénédiction est donnée à cette union interreligieuse. Les enfants Sirkis sont baptisés et font leur communion.

#### Jeunesse turbulente
Alors que Nicolas et Stéphane Sirkis n'ont que deux ans et habitent Igny, leur famille déménage à Bruxelles où leur père est nommé ingénieur chimiste au sein d'Euratom. C'est donc dans une famille plutôt bourgeoise qu'ils seront élevés, éduqués par la musique classique qu'écoutaient leurs parents.
Lorsqu'il a 12 ans, ses parents divorcent et placent leurs trois garçons au collège Saint-Jean-Baptiste de-la-Salle à Estaimpuis dans un pensionnat jouxtant la frontière franco-belge. Après deux années, sa mère, réinstallée en France, récupère ses trois enfants dans son logement à Châtillon,. Au collège, les résultats de Nicolas sont tels qu'il est placé dans une « classe aménagée »[pas clair] en école privée à Paris et donc, séparé de son frère jumeau. Nicolas Sirkis affirme qu'en grandissant, sa jeunesse avait été fortement perturbée par le divorce de ses parents, la drogue et l'alcool, et qu'il a plusieurs fois été renvoyé de ses établissements scolaires (dont le lycée Emmanuel-Mounier de Châtenay-Malabry dans les Hauts-de-Seine et le lycée Jacques-Monod de Clamart) avec son frère Stéphane. Il rate ainsi son baccalauréat à quatre reprises.
Le jeune homme est attiré par la musique punk et écoute des groupes britanniques comme The Cure, The Stranglers ou Les Clash.

#### Vie personnelle
En 1996, il rencontre Gwenaëlle Bouchet — dite Gwen B ou Gwen Blast —, bassiste du groupe Madinkà et fan d'Indochine, qui participa en tant que figurante dans les clips Satellite et Drugstar de l'album Wax. Ils ont une fille, Théa.

### Carrière

#### Engagement avec Indochine
En 1980, Nicolas Sirkis rejoint le groupe de musique fondé par son frère Stéphane, Les Espions, qui compte une dizaine de titres à son répertoire. Son premier tour de chant a lieu à Angers lors d’un mariage.

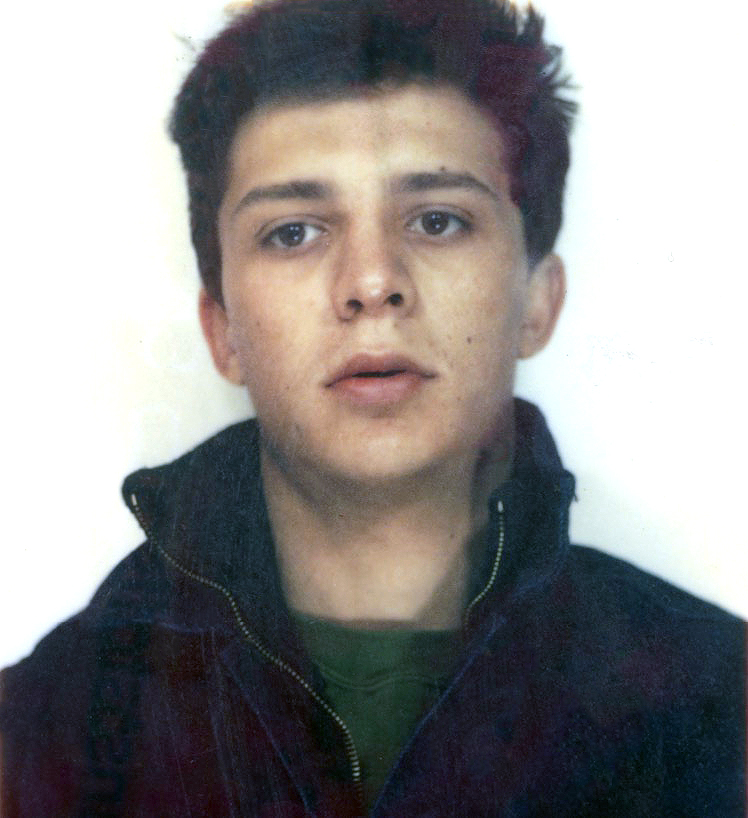
Nicolas Sirkis en 1981 (photo d'identité Sacem).

En décembre 1980, il rencontre Dominique Nicolas au sein du groupe les Espions (différent de celui de Stéphane) puis va former avec lui en mai 1981 le groupe Indochine, en référence à l'ouvrage de Marguerite Duras, avec comme nom de scène « Nicolas Sirkis ». Son frère Stéphane (synthétiseur) et Dimitri Bodiansky (saxophone) les rejoignent par la suite afin de se produire en concert ; le premier est donné au Rose Bonbon à Paris, le 29 septembre 1981 où Nicolas, influencé par le style punk et sa violence, annonce au public les titres sèchement. Ils sortent leur premier single Dizzidence Politik en 1982 puis très rapidement la chanson L'Aventurier et un premier album homonyme qui sont un grand succès. Les albums Le Péril jaune, 3 et 7000 danses vont suivre, enchaînant les tubes : Kao Bang, Canary Bay, 3 nuits par semaine, 3e sexe, Tes yeux noirs, Salômbo, Les Tzars...
Mais dans les années 1990, Indochine est délaissé par la presse qui le considère comme démodé. Depuis une parodie des Inconnus, le groupe est même méprisé et moqué. Un article virulent parlera de « sinistre ringardise échappée des années 1980 ». Cette décennie marquera une longue traversée du désert pour Nicola Sirkis et Indochine. Mais le chanteur du groupe ne perd pas espoir, et insiste pour qu'Indochine poursuive sa route sous le même nom, malgré le départ en 1995 de Dominique Nicolas.
Le 27 février 1999, Stéphane, le frère jumeau de Nicolas, meurt à l’âge de 39 ans dans des circonstances floues. Alors qu'officiellement, sa mort provient des suites d’une hépatite C, certains, et notamment le frère aîné des jumeaux, Christophe Sirkis, pensent que Stéphane se serait suicidé par overdose volontaire, overdose qui aurait été constatée par l'urgentiste de l'Hôpital St Antoine. Selon Christophe, Stéphane « était affecté par le rôle de figuration qu'on voulait lui faire tenir au sein du groupe Indochine ». Nicolas aurait réussi à éliminer définitivement Stéphane du groupe Indochine en signant un contrat en ce sens le 26 février 1999, la veille de la disparition de ce dernier, ce qui aurait entrainé son geste.
Cette mort est une tragédie pour la famille Sirkis qui éclate. La sortie de l'album Dancetaria est retardée en conséquence. Pour rendre hommage à son frère, Nicolas Sirkis organise « Le Stef concert » durant le Dancetaria Tour et écrit en 2001 (sur l'album Paradize) la chanson Electrastar composée par Olivier Gérard.
En 2002, le groupe renoue avec le succès avec la sortie de l'album Paradize, porté notamment par le single J'ai demandé à la lune, qui jouit d'un excellent accueil critique et commercial. Dans une vidéo Youtube intitulée « Stéphane Sirkis : Indochine et ses amis se souviennent », Nicolas Sirkis analyse le renouveau du succès d'Indochine par la mort de son frère : « C'est sûr que sans doute, la mort de Stéphane, faut pas se leurrer, a suscité une sorte de capital sympathie. Maintenant, c'est le plus beau cadeau qu'il ait fait. »
En 2005, l'album Alice et June sort.

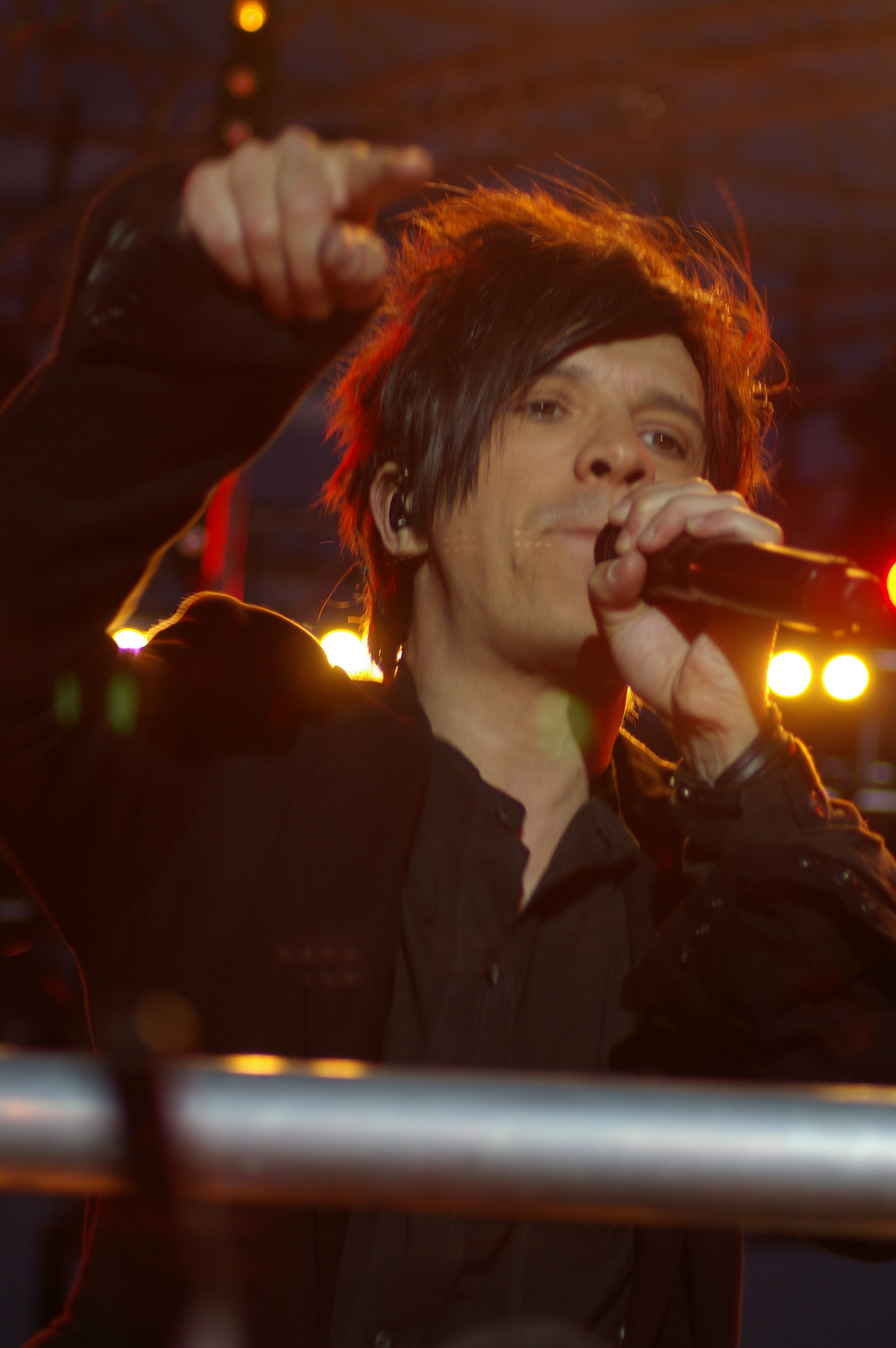
Nicolas Sirkis en concert dans l'émission Le Grand Journal sur Canal+ le 19 mai 2010 durant le festival de Cannes.

En 2006, ils jouent avec l'orchestre symphonique de l'opéra d'Hanoï pour les 25 ans du groupe.
En 2009, l'album Meteor Tour sort.
Le 26 juin 2010, Indochine devient le premier groupe de rock français à remplir le Stade de France.
En 2013, l'album Black City Parade sort.
En 2017, l'album 13 sort.
Le 29 mai 2021, Indochine chante lors d'un concert-test à l'Accord Arena. L'objectif étant d'étudier la propagation du Covid-19 au cours d'un concert sans distanciation physique mais avec des participants masqué,.
En 2024, le double album Babel Babel voit le jour le 7 septembre.
Pour cause de pandémie de COVID-19, les 40 ans du groupe se fêtent un an plus tard dans les cinq plus grands stades de France : Paris, Bordeaux, Lyon, Marseille et deux soirs à Lille : record absolu toutes musiques et sports confondus du nombre de spectateurs.
Le film tourné du concert donné à Lyon sort le 24 novembre 2022 en IMAX mais les demandes sont telles que toutes les salles de France rajoutent des dates avant celle-ci, et après. Ainsi que d'autres pays qui viennent s'ajouter à leur demande : l'Allemagne, l'Australie, l'Italie, l'Espagne, la Suède, le Pérou, le Canada, le Royaume-Uni, …

#### En solo
En 1992, Nicolas Sirkis sort son unique album solo, Dans la lune..., réalisé avec Marie Guillard et le groupe Les Valentins.

#### Participation culturelle
Le 14 juin 2008, Nicola Sirkis participe au marathon des mots de Toulouse où il a fait une lecture de L'homme assis au bout du couloir, la nouvelle de Marguerite Duras et de Un jour rêvé pour le poisson banane et autres nouvelles de J. D. Salinger.

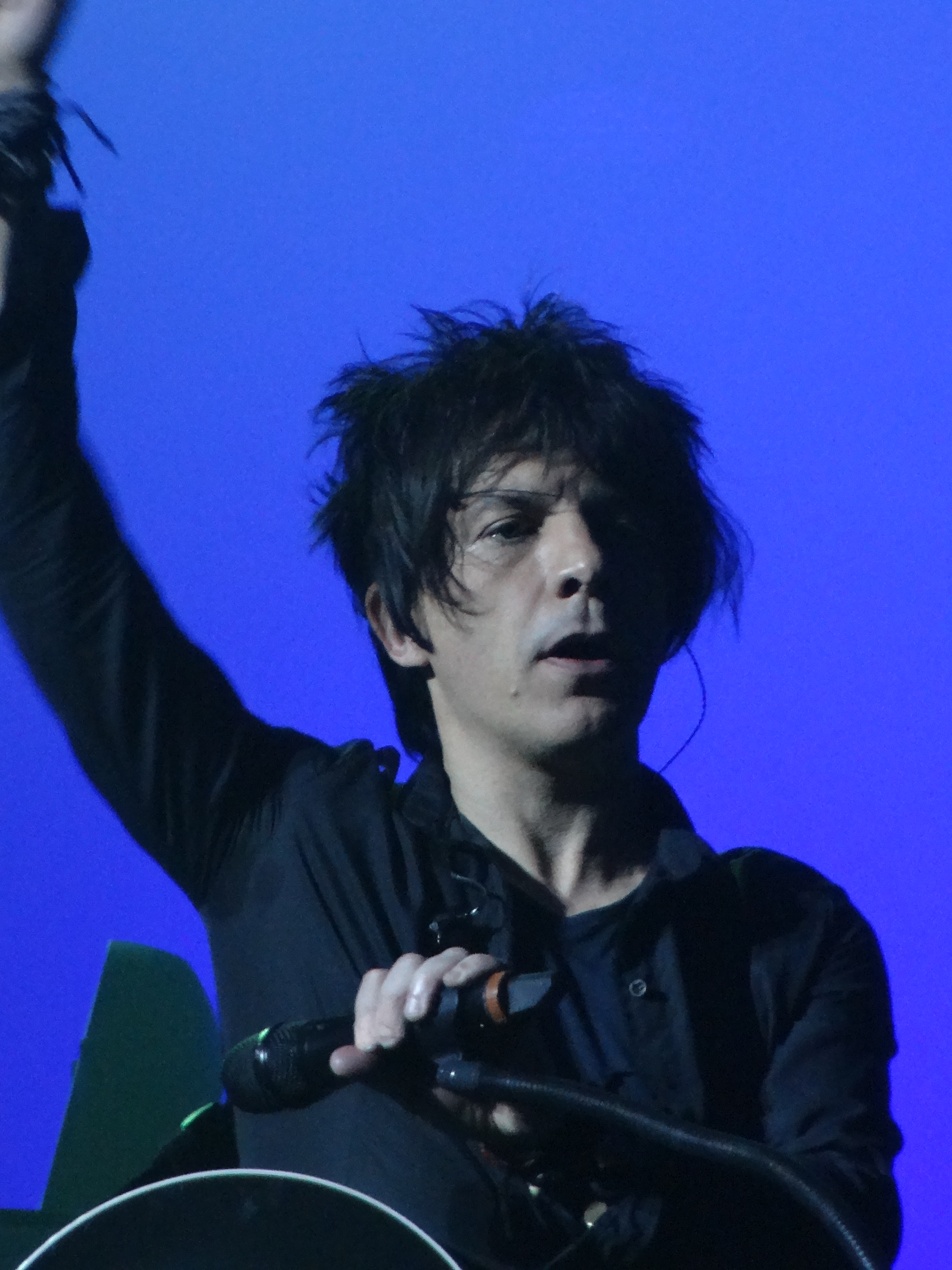
Nicola Sirkis à Brest en 2013.

Il participe parfois à la rédaction de certains journaux en tant que rédacteur en chef d'un jour, notamment aux Dernières Nouvelles d'Alsace, au Soir, à Ouest-France, au Figaroscope.
En 2014, il chante Hexagone sur l'album-hommage La Bande à Renaud, qui sort le 9 juin. Puis sur le volume 2, qui sort le 27 octobre, il interprète P’tite conne.
En 2015, il interprète L'opportuniste, en duo avec Jacques Dutronc, sur l'album Joyeux Anniversaire M'sieur Dutronc qui paraît le 9 mars, à l'occasion des 70 ans du chanteur. Une reprise de la chanson se trouvait déjà sur le premier album studio du groupe.
Le 21 mai 2022, le concert Central Tour au Stade de France obtient un record d'affluence avec plus de 98 000 spectateurs.
Il reprend depuis « toujours ou presque » la chanson Mes regrets de Michel Polnareff et, lors des 40 ans du groupe, Amoureuse de Véronique Sanson aux studios ICP à Bruxelles.
Le 8 septembre 2022, il collabore avec Moby sortant ensemble un titre et un clip intitulé This is not our World (Ce n'est pas notre monde). Le clip montre les deux chanteurs devant des événements tragiques de la société, notamment la défense animale et le changement climatique.

## Prises de position
Le 15 juin 1985, Indochine joue au concert, organisé par SOS Racisme, sur la place de la Concorde à Paris.
Le groupe a enregistré une reprise de Road to Nowhere, chanson du groupe Talking Heads sur un album en faveur de la liberté de la presse dans le monde en 2002, ainsi qu'une version de You Spin Me Round (Like a Record) du groupe Dead or Alive, en 2008, au profit de Reporters sans frontières, pour le boycott de la cérémonie d'ouverture des Jeux olympiques de Pékin.
Nicolas Sirkis est le parrain officiel de plusieurs associations :
- Craniopharyngiome Solidarité, depuis septembre 2006, qui informe et soutient les familles et personnes touchées par cette maladie rare[16] ;
- Les Parents, créée par Willy Pierre à la suite du décès du jeune Matteo (13 ans), cette association vient en aide aux victimes de harcèlement scolaire et lutte contre ce dernier. Le single College Boy (2013), de Nicolas Sirkis, dénonce l'homophobie et la violence en milieu scolaire par les élèves. Le clip associé, réalisé par Xavier Dolan, d'une violence assumée, généra une certaine polémique sur la nécessité de montrer ou non les images jugées choquantes, et l'avantage commercial induit par le buzz médiatique[17],[18],[19],[20] ;
- le Refuge, qui lutte contre les discriminations liées aux orientations sexuelles et à la transidentité, notamment au sein des familles[21] ;
- DreamTim dont Nicolas Sirkis est le parrain de cette association créée en 2020 pour Tim. Cet enfant, atteint d'une forme rare de cancer cérébral, a été opéré 13 fois. Cette association a pour but de sensibiliser aussi pour le don du sang et des organes.

Le site officiel du groupe propose une rubrique « Sites associatifs » qui renvoie à différentes organisations luttant contre les discriminations sexuelles, l'homophobie, le racisme, pour la liberté de la presse, du Tibet, ou la protection de la nature, ainsi que des associations à but caritatif, notamment dans des domaines médicaux.
Nicolas Sirkis a condamné les propos homophobes tenus par certains membres du groupe de rap Sexion d'assaut dans leurs chansons, changeant au passage de maison de disques.

## Discographie

### En solo
- 1992 : Dans la lune…

## Édition musicale
Le 28 septembre 2017, Nicolas Sirkis fonde le label musical KMS Disques, rattaché à Sony Music Entertainment France. Après une première compilation (Girls Don’t Cry), ses premières signatures seront le groupe Requin Chagrin en 2018 et Toybloïd en 2020.

## Publications
- Les Mauvaises nouvelles, Paris : Lattès, 1998, rééd. 2005 (augmentée d’une nouvelle inédite et des illustrations de Valérie Lenoir) et 2007, J'ai lu,  (ISBN 9782290003053) (sans illustrations).
- Préface du livre WAZA de Michelle Brun (mère d'un enfant atteint d'un craniopharyngiome)
- Les Petites Notes du Météor Tour, livre racontant la dernière tournée.
- Kissing my Songs, textes et conversations avec Agnès Michaux, Paris, Flammarion, 2011,  (ISBN 9782081268142)
- Préface de l'intégrale de Bidouille et Violette, une série de bande dessinée créée par Bernard Hislaire.
- Indochine aux Editions Le Seuil retrace les 40 ans du groupe en 2021

## Distinctions

### Récompense
- Victoire d'honneur des Victoires de la musique le 9 février 2011[28]. * En 2018 grand prix SACEM de la chanson française comme créateur-interprète.

### Décoration
D'abord proposé comme Chevalier des arts et des lettres en 2011, puis officier le 24 septembre 2012 : il refuse.